# Włodzimierz Danek
Włodzimierz Marian Danek (* 3. Juli 1943 in Bochnia; † 30. Dezember 2022) war ein polnischer Sportschütze. 

## Biografie
Włodzimierz Danek belegte bei den Olympischen Sommerspielen 1968 in Mexiko den 23. Platz im Skeet-Wettkampf. Ein Jahr später gewann er mit der polnischen Mannschaft WM-Silber im Skeet.